# Andover (Nova Jérsei)
Andover é um distrito localizado no estado americano de Nova Jérsei, no Condado de Sussex.

## Demografia
Segundo o censo americano de 2000, a sua população era de 658 habitantes. 
Em 2006, foi estimada uma população de 654, um decréscimo de 4 (-0.6%).

## Geografia
De acordo com o United States Census Bureau tem uma área de 
3,8 km², dos quais 3,8 km² cobertos por terra e 0,0 km² cobertos por água.

## Localidades na vizinhança
O diagrama seguinte representa as localidades num raio de 12 km ao redor de Andover. 